# Eupatrides brunneri
Eupatrides brunneri is een rechtvleugelig insect uit de familie Chorotypidae. De wetenschappelijke naam van deze soort is voor het eerst geldig gepubliceerd in 1935 door Willemse.